# 1. Anpilogowo
1. Anpilogowo oder Perwoje Anpilogowo (russisch 1-е Анпилогово, Первое Анпилогово) ist ein Dorf (derewnja) in der Oblast Kursk in Russland. Es gehört zum Rajon Kursk und zur Landgemeinde (selskoje posselenije) Poljanski selsowjet.

## Geographie
Der Ort liegt gut 13 km Luftlinie nordwestlich des Oblastverwaltungszentrums Kursk im südwestlichen Teil der Mittelrussischen Platte sowie 2 km vom Sitz des Dorfsowjet – Poljanskoje und 86 km von der Grenze zwischen Russland und der Ukraine entfernt am Fluss Bolschaja Kuriza (rechter Nebenfluss des Seim).

### Klima
Das Klima im Ort ist wie im Rest des Rajons kalt und gemäßigt. Es gibt während des Jahres eine erhebliche Niederschlagsmenge. Dfb lautet die Klassifikation des Klimas nach Köppen und Geiger.

## Bevölkerungsentwicklung
| Jahr | Einwohner |
| ---- | --------- |
| 2002 | 195       |
| 2010 | 180       |

Anmerkung: Volkszählungsdaten

## Verkehr
1. Anpilogowo liegt 7,5 km von der Fernstraße föderaler Bedeutung M2 „Krim“ (ein Teil der Europastraße E105), 2 km von der Straße interkommunaler Bedeutung 38N-197 (M2 „Krim“ – Poljanskoje – Grenze des Rajon Prjamizyno), an der Straße 38N-198 (38N-197 – 2. Anpilogowo – Bolschoje Lukino) und 15 km vom nächsten Bahnhof Djakonowo (Eisenbahnstrecke Lgow-Kijewskij – Kursk) entfernt.
Der Ort liegt 130 km vom internationalen Flughafen von Belgorod entfernt.